# Beaumont-du-Ventoux
Beaumont-du-Ventoux è un comune francese di 317 abitanti situato nel dipartimento della Vaucluse della regione della Provenza-Alpi-Costa Azzurra.

## Società

### Evoluzione demografica
Abitanti censiti